# Goodyera recurva
Goodyera recurva är en orkidéart som beskrevs av John Lindley. Goodyera recurva ingår i släktet knärötter, och familjen orkidéer. Inga underarter finns listade i Catalogue of Life.